# Slag om Bin Jawad
De slag om Bin Jawad was een militaire veldslag tijdens de Opstand in Libië tussen het regeringsleger van Muammar Khadaffi en zijn tegenstanders. De slag vormde een keerpunt in de burgeroorlog, waarbij de rebellen het initiatief verloren aan de troepen van Khadaffi.
Op 5 maart hadden de rebellen Ras Lanoef veroverd, en trokken over de kustweg op naar Bin Jawad, dat ongeveer 50 km verder naar het westen ligt op de weg naar Sirte. In de nacht van 5 op 6 maart hadden de rebellen Bin Jawad reeds veroverd, maar trokken zich terug naar Ras Lanoef om zich te reorganiseren voor een stoot naar Sirte. In de nacht trokken troepen loyaal aan Khadaffi zonder medeweten van de rebellen Bin Jawad binnen, en zetten een hinderlaag op. Toen de rebellen terugkeerden werden ze in Bin Jawad beschoten, waarbij ten minste 12 en mogelijk 60 doden vielen.
De rebellen trokken zich in paniek terug naar Ras Lanoef, en werden daarbij ook vanuit de lucht beschoten. De rebellen wisten een helikopter van het Libische leger neer te schieten, waarbij de piloot om het leven kwam. De rebellen lieten vanuit Ras Lanoef ook raketwerpers aanrukken, waarna een artillerieduel uitgevochten werd over Bin Jawad heen. In de avond van 6 maart trokken de rebellen zich met zware verliezen terug naar Ras Lanoef, waarmee hun opmars gestuit was door de troepen loyaal aan Khadaffi, die hierna zelf in het offensief zouden gaan.